# La Morella (Begues)

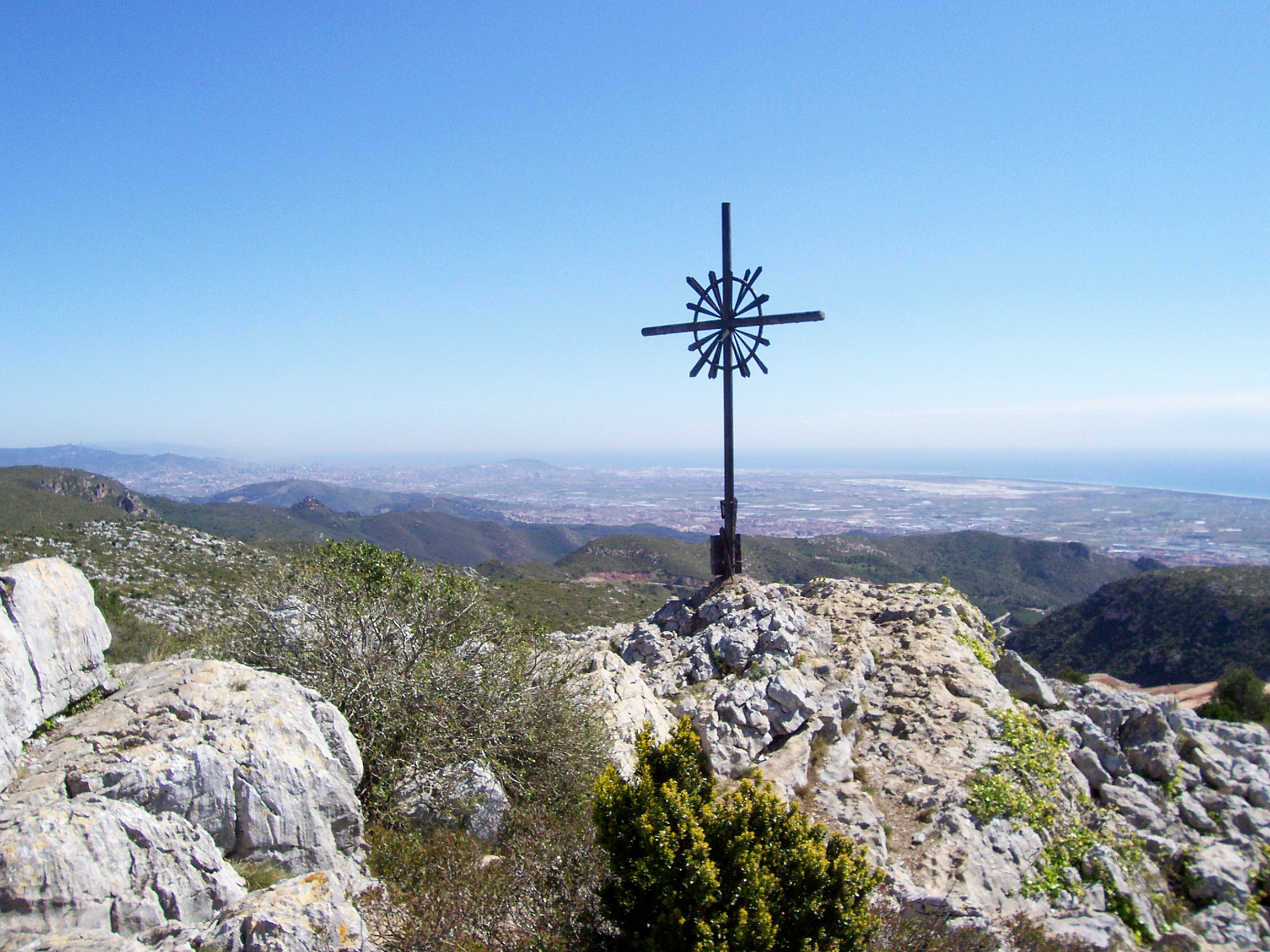
Creu al cim de la Morella

La Morella és el segon cim més alt del Massís del Garraf després del Montau (658 m), amb 593,6 metres, localitzat al terme municipal de Begues, a la comarca del Baix Llobregat. El terreny està constituït per calcàries amb intercalacions dolomítiques dels períodes Valanginià i Barremià del Cretaci inferior. Els seus encontorns contenen diversos avencs. També hi ha la cua de l'antic Abocador del Garraf avui dia en procés de restauració.
Al cim podem hi ha un vèrtex geodèsic (referència 283130001). El cim està inclòs al llistat dels 100 cims de la FEEC.  
Per aquest cim de la muntanya passa un sender de gran recorregut (GR 92 Sender del Mediterrani), a la seva etapa 21 de Bruguers a Garraf. On coincideix amb el sender local de petit recorregut (SL-C 99) de 6,1 km, que va des del Centre d'Activitats Ambientals de Cal Ganxo (Castelldefels) a la Morella. Si seguim el GR 92 direcció cap a la població de Garraf, a 3,5 km s'arriba al Centre d'Informació La Pleta, del Parc del Garraf.